# Blankskáli

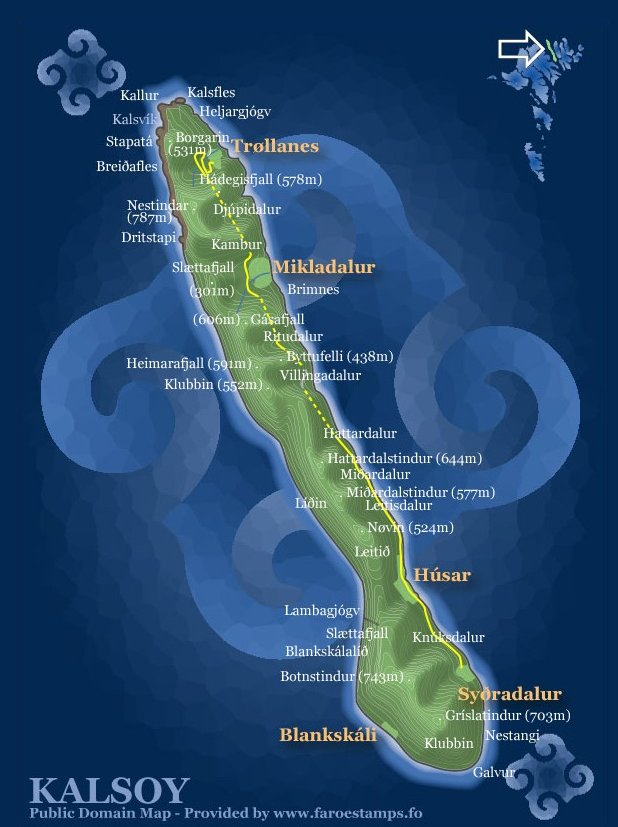
Blankskáli im Südwesten der Insel Kalsoy

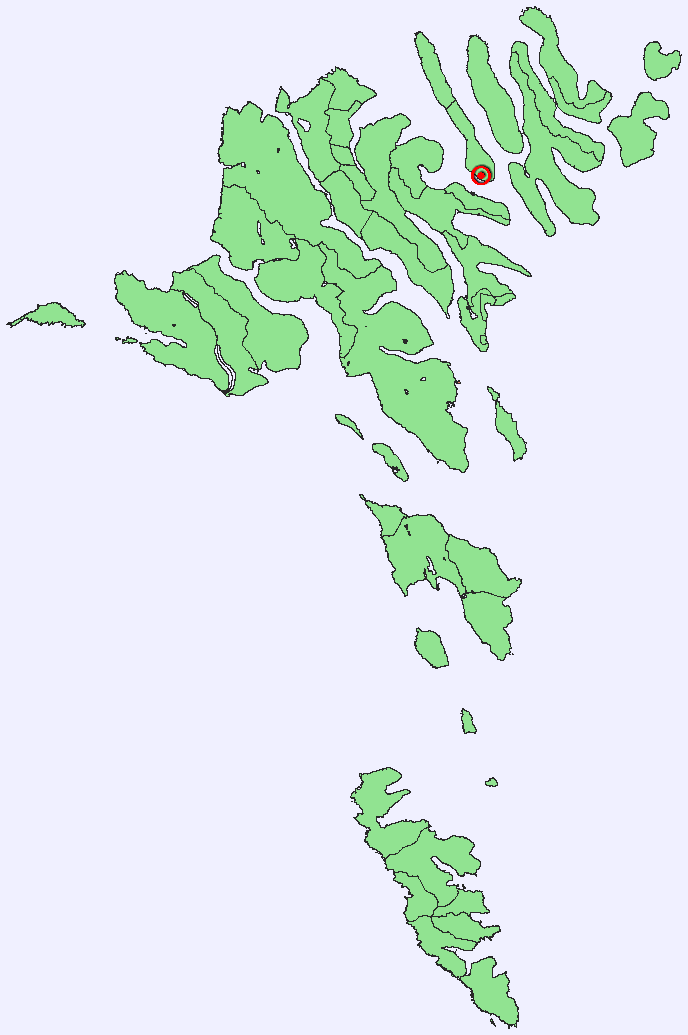
Lage von Blankaskáli auf den Färöern

Blankskáli [ˈblaŋkˌskɔalɪ], oder auch Blankaskáli, ist ein verlassener Ort auf der Insel Kalsoy, Färöer. 
Blankaskáli liegt an der Westküste ganz im Süden von Kalsoy am Leirvíksfjørður, gegenüber der Kleinstadt Leirvík auf der Nachbarinsel Eysturoy. 

## Geschichte
Es wird angenommen, dass der Ort die erste Ansiedlung auf Kalsoy war, unter anderem deshalb, weil hier die Bedingungen für den Anbau von Getreide sehr gut waren. Diese günstigen Bedingungen wurden von der durch die hohen Berge windgeschützten, sonnigen Südwestlage geschaffen. Der Wikingerhäuptling Tróndur í Gøtu, der die gesamten Nutzungsrechte für die Insel Kalsoy innehatte, wird mit dieser ersten Ansiedelung in Verbindung gebracht, ohne dass es aber konkrete Beweise für diese Vermutung gibt. Allerdings ist eine engere Beziehung zwischen den beiden Orten Gøta und Blankskáli für die spätere Zeit dokumentiert.
Schriftlich erwähnt wird Blankskáli erstmals 1584. Damals gab es hier vier Häuser. Die Häuser waren
- Suður í Stovu (Kongsstovan)
- Miðstovan
- Uttari í Húsi
- Lykkershús

Es wurden südlich des Trinkwasserbachs (matará) Überreste eines Bethauses (bønhús) gefunden. Dieses Gebäude stammt sehr wahrscheinlich noch aus der katholischen Zeit, denn von einer Kirche im Ort ist aus der Zeit nach der Reformation nichts bekannt. Die Bewohner von Blankskáli gingen anderthalb Stunden zu Fuß über die Blankskálalíð und das Húsaeið nach Húsar zur Kirche. Im 18. Jahrhundert bestand zwischen Blankskáli auf Kalsoy und Gøta auf Eysturoy ein intensiver Kontakt, so dass aus dieser Zeit eine Reihe verwandtschaftlicher Beziehungen stammen.
Im Jahr 1801 lebten 29 Menschen im Ort. Wenige Jahre später wurde der Ort am 9. April 1809 von einer Schneelawine heimgesucht, die zwar kaum Schaden anrichtete, aber den Bewohnern dennoch genug Schrecken einjagte, um sich zu einer Umsiedlung zu entschließen. Sie bauten zwischen 1810 und 1816 den Ort Syðradalur auf der anderen Seite der Insel an der Ostküste.
Die Namen der Häuser und Familien zogen mit um nach Syðradalur, wo mit der Zeit weitere Häuser entstanden. Dennoch wurde etwa 100 Jahre lang in Blankaskáli ein Haus aufrecht gehalten, das im Sommer zur Heuernte benutzt wurde, die weiterhin stattfand. Noch in den 1960ern wurde hier Ackerbau betrieben, weil die klimatischen Bedingungen günstiger als in Syðradalur sind.
Noch heute sind von Leirvík aus die Ruinen und das ehemals kultivierte Land von Blankaskáli zu sehen. Von Syðradalur aus kann man den Flecken durch eine schwierige Bergwanderung erreichen.